# Stacey Doubell
Stacey Doubell (* 23. März 1987) ist eine südafrikanische Badmintonspielerin. 

## Karriere
Stacey Doubell wurde erstmals 2006 Afrikameisterin. 2007, 2009 und 2010 gewann sie dort weitere Silber- und Bronzemedaillen. 2011 erkämpfte sie sich erneut Gold. 2007 und 2008 gewann sie den nationalen Titel, 2007 ebenfalls die Mauritius International und 2008 die South Africa International.

## Sportliche Erfolge
| Saison | Veranstaltung                 | Disziplin   | Platz | Name                                    |
| ------ | ----------------------------- | ----------- | ----- | --------------------------------------- |
| 2006   | Afrikameisterschaft           | Damendoppel | 1     | Michelle Edwards / Stacey Doubell       |
| 2006   | Afrikameisterschaft           | Dameneinzel | 2     | Stacey Doubell                          |
| 2007   | Mauritius International       | Damendoppel | 1     | Stacey Doubell / Kerry-Lee Harrington   |
| 2007   | Afrikameisterschaft           | Damendoppel | 3     | Stacey Doubell / Kerry-Lee Harrington   |
| 2007   | Afrikameisterschaft           | Dameneinzel | 3     | Stacey Doubell                          |
| 2007   | Südafrikanische Meisterschaft | Dameneinzel | 1     | Stacey Doubell                          |
| 2007   | Mauritius International       | Damendoppel | 3     | Stacey Doubell / Kerry-Lee Harrington   |
| 2008   | South Africa International    | Dameneinzel | 1     | Stacey Doubell                          |
| 2008   | Südafrikanische Meisterschaft | Dameneinzel | 1     | Stacey Doubell                          |
| 2009   | Afrikameisterschaft           | Mixed       | 3     | Dorian James / Stacey Doubell           |
| 2009   | Afrikameisterschaft           | Damendoppel | 2     | Stacey Doubell / Kerry-Lee Harrington   |
| 2009   | Afrikameisterschaft           | Dameneinzel | 2     | Stacey Doubell                          |
| 2010   | Afrikameisterschaft           | Dameneinzel | 2     | Stacey Doubell                          |
| 2011   | Afrikameisterschaft           | Dameneinzel | 1     | Stacey Doubell                          |
| 2012   | Afrikameisterschaft           | Mixed       | 2     | Enrico James / Stacey Doubell           |
| 2012   | Afrikameisterschaft           | Damendoppel | 3     | Stacey Doubell / Michelle Butler-Emmett |
| 2012   | Afrikameisterschaft           | Dameneinzel | 3     | Stacey Doubell                          |
| 2012   | South Africa International    | Dameneinzel | 1     | Stacey Doubell                          |
| 2012   | South Africa International    | Damendoppel | 2     | Shama Aboobakar / Stacey Doubell        |